# Секстант B
Секстант B (также известен как UGC 5373 и DDO 70) — неправильная галактика, которая может быть частью Местной группы. В соответствии со схемой морфологической классификации галактик принадлежит к типу Ir IV—V.

## Расположение
Секстант B располагается на расстоянии порядка 4,440 млн световых лет от Земли и удаляется от Млечного Пути со скоростью примерно 300 км/с. По видимому, галактика находится в непосредственной близости от края Местной группы, но относительно того, входит ли она в неё или же лежит за её пределами, у астрофизиков пока нет единого мнения. Известно также, что она находится в гравитационной связи с соседней карликовой галактикой Секстант A. Кроме того, Секстант B также может быть гравитационно связан с галактиками NGC 3109 и Насос (англ.).

## Структура
Галактика Секстант B имеет однородное звёздное население, но межзвёздная среда в ней может быть неоднородной. Масса галактики оценивается примерно в 2 × 108 M⊙, из которых 5,5 × 107 M⊙ находится в форме атомарного водорода. Эволюция галактики проходила в течение нескольких периодов, характеризуемых низкой интенсивностью звёздообразования, которые разделялись более короткими периодами его полного отсутствия. Тем не менее в галактике было обнаружено несколько цефеид, что свидетельствует о существовании в ней по крайней мере нескольких молодых звёзд. Металличность Секстанта B является довольно низкой, со значением примерно Z = 0,001.
Интересно, что в Секстанте B было выявлено сразу пять планетарных туманностей. Это одна из самых маленьких галактик, в которой они были обнаружены. Хотя на таком расстоянии туманности выглядят лишь как точечные объекты, они могут быть идентифицированы по своим спектральным линиям излучения. Также в галактике найдено массивное шаровое скопление.